# Octave Neef-Orban
Octave Nicolas Neef, meestal bekend als Neef-Orban, (Verviers, 17 april 1836 - aldaar, 24 september 1910) was een Belgisch volksvertegenwoordiger.

## Biografie

### Familie
Octave Neef was een zoon van Alphonse Neef, burgemeester van Tilff, provincieraadslid van Luik en senator, en Octavie Collet. Hij trouwde met Marie-Louise Orban (1840-1914), kleindochter van Henri Orban. Ze kregen drie zoons.
- Alphonse Neef (1860-1930), trouwde in 1888 in Gent met Marie-Louise Verbeke (1867-1930), dochter van Aloïs Verbeke, industrieel en senator. Ze kregen een zoon en een dochter.
  - Jacques Neef de Sainval (1889-1963), trouwde in 1926 in Betzdorf met Renée Muller (°1902), dochter van René Müller, Luxemburgs ingenieur en kleinzoon van Victor Tesch. Ze kregen een zoon en een dochter, met afstammelingen tot heden. Hij hertrouwde in 1937 in Caïro met Marie-Louise Collart (1911-1968), dochter van Robert Collart, Luxemburgs ingenieur. Ze kregen een zoon en een dochter, met afstammelingen tot heden.
  - Denyse Neef de Sainval (1892-1983), trouwde in 1912 in Brussel met Gaston Barbanson (1876-1946), industrieel, voorzitter van Arbed en vicegouverneur van de Société générale de Belgique, zoon van Léon Barbanson, industrieel en vicegouverneur van de Société générale de Belgique, en schoonbroer van burggraaf Victor Buffin de Chosal. Ze kregen een zoon en een dochter, met afstammelingen tot heden.
- Henri Neef (1863-1922), trouwde met Bertha Buysse (1869-1973).
- Léonce Neef (1867-1946), trouwde in 1910 in Luik met Emma Prion (1872-1966). Ze kregen een zoon en een dochter, met afstammelingen tot heden.

Zijn kleinzoon Jacques Neef (1889-1963) bekwam erfelijke adel en het verlengen van de familienaam door toevoeging van de Sainval.
Zoals zijn vader bewoonde hij het kasteel van Sainval in Tilff.

### Loopbaan
Neef was gemeenteraadslid van Luik van 1862 tot 1881.
In 1882 werd hij liberaal volksvertegenwoordiger voor het arrondissement Luik en vervulde dit mandaat tot in 1894.
Neef-Orban was nauw verbonden met het bedrijfsleven en betrokken bij heel wat Belgische vennootschappen in het buitenland. Zo was hij:
- voorzitter van de handelsrechtbank in Luik,
- lid van de Union des charbonnages, mines et usines métallurgiques de la province de Liège,
- voorzitter van de Aciéries d'Angleur,
- voorzitter van de Compagnie Internationale des Wagons-Lits,
- bestuurder van de Compagnie du Congo pour le commerce et l'industrie,
- bestuurder van de Société belge des chemins de fer au Mexique,
- bestuurder van de Société metallurgique russo-belge,
- voorzitter van de Compagnie belge de chemins de fer vicinaux en Andalousie,
- voorzitter van de Compagnie Internationale des Grands Hôtels,
- voorzitter van de Société des hauts fourneaux, mines et usines d'Audun-le-Tiche,
- voorzitter van de Chemins de fer cantonaux luxembourgeois.